# Abdias
Pour les articles homonymes, voir Ovadia.
עֹבַדְיָה
Compléments
Contemporain du roi Achab et son épouse Jézabel, du roi Joram, du prophète Élie
Abdias (hébreu : עֹבַדְיָה Ovadia, « celui qui sert » ou « honore YHWH » ; grec : Οβαδίας Obadias ou Obdios) est le quatrième des douze petits prophètes, et l'auteur présumé du Livre d'Abdias, qui contient un seul chapitre dans lequel le prophète prédit la ruine des Édomites.

## Biographie
Abdias a prédit la chute d'Édom. Abdias ne donne pratiquement pas de détails sur lui-même. D'après le contexte de sa prophétie, et malgré certaines ambiguïtés historiques dans le livre qui lui est attribué, on peut supposer qu'il a vécu, comme Jérémie, au temps de la destruction de Jérusalem et du Premier Temple par Nabuchodonosor II, vers -600.

## Abdias dans la littérature rabbinique

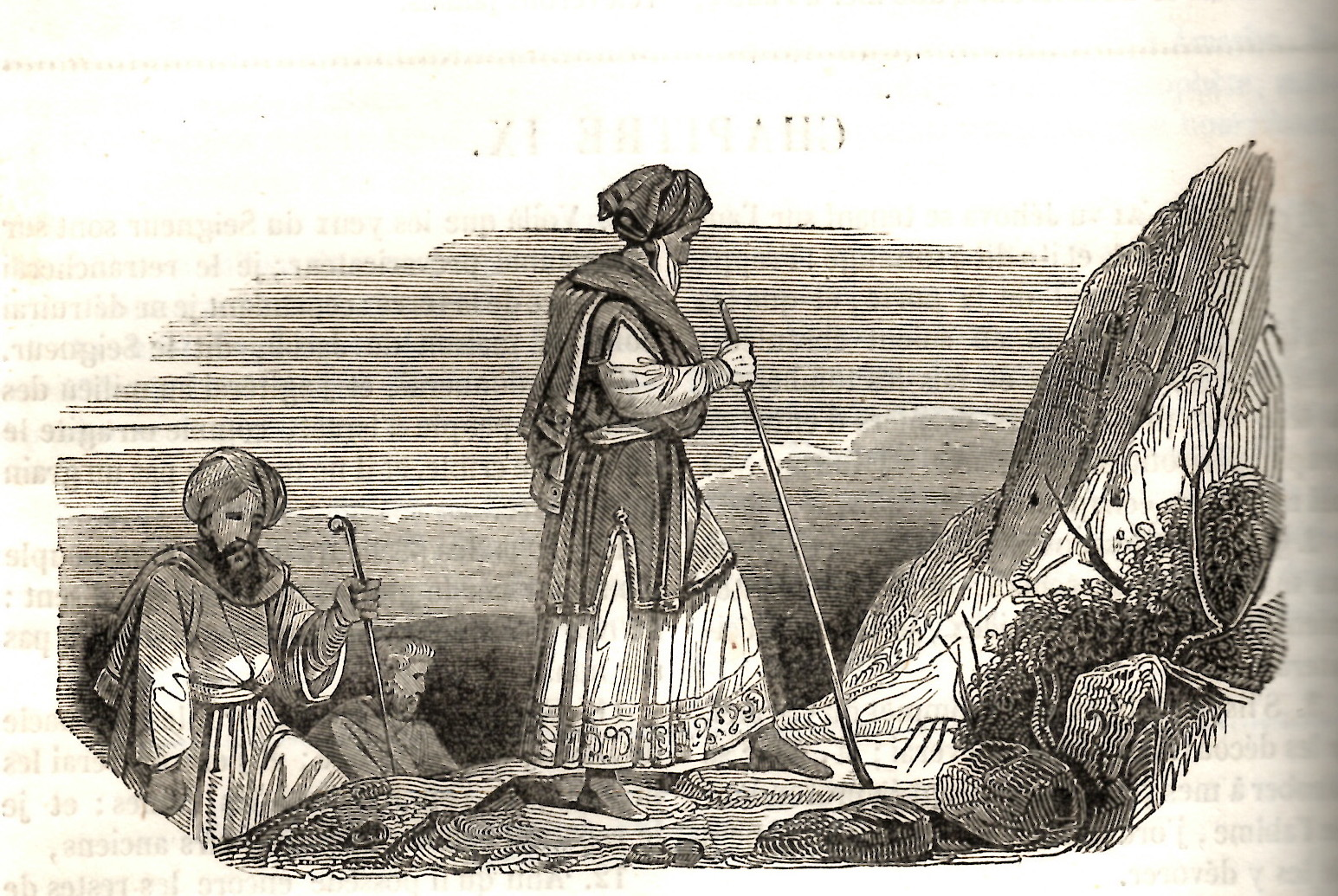
Le prophète Abdias dans la Bible (gravure).

Selon une tradition orale rapportée dans le Talmud, le prophète des Édomites en est lui-même un. Converti au judaïsme, il est identifié à Ovadia, serviteur du roi d'Israël Achab, et choisi par YHWH du fait que, ayant vécu au milieu d'idolâtres comme Achab et Jézabel sans pour autant cesser de craindre le Dieu d’Israël, nul ne pourrait être mieux indiqué que lui pour prêcher aux Édomites. En effet, ceux-ci descendent d'après la tradition biblique de leur ancêtre Ésaü qui, bien qu'éduqué par les vertueux Isaac et Rébecca, n'a pas suivi leur voie.
Abdias aurait alors reçu le don de prophétie après avoir caché les prophètes lors des massacres d'Achab et Jézabel, et aurait dépensé une fortune considérable pour eux, jusqu'à se retrouver lui-même dans le besoin d'emprunter à Joram, le fils d'Achab. Une autre tradition en fait un descendant d'Eliphaz (en), ami de Job.
Le Livre d'Abdias est avec ses 21 versets le plus court de tous les "petits prophètes" (et de l'ensemble du Tanakh ou d'ailleurs). Dans le rite séfarade, ce livre est la haftarah de la parasha Vayishla'h, qui décrit les démêlés des frères jumeaux Jacob et Ésaü. Le livre d'Abdias est en effet interprété comme prophétisant les difficiles relations entre judaïsme et christianisme.

## Abdias dans le christianisme

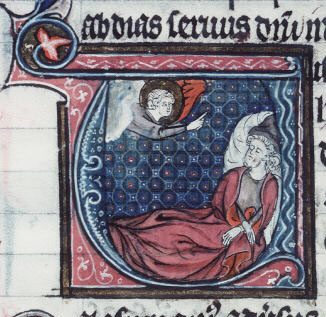
Dieu apparaissant en songe à Abdias (France, XIIIe siècle).

Comme certains exégètes juifs, une tradition chrétienne identifie Abdias à Ovidia, ministre d'Achab.
Considéré dans de nombreuses églises catholiques comme un saint, sa fête a lieu le 10 janvier dans le calendrier de l'église copte ou le 19 novembre dans les Églises suivant le rite byzantin (pour ces églises qui suivent le calendrier julien, le 19 novembre a lieu le 2 décembre du calendrier grégorien) ; pour les Églises syriaques et indiennes, le 28 février ; pour l'Église apostolique arménienne, le 31 juillet, avec les autres prophètes mineurs dans le calendrier des saints.

## Source
- Cet article contient des extraits de l'article « Obadiah » par Emil Hirsch, Schulim Ochser, le comité exécutif de l’Editorial Board & Jacob Zallel Lauterbach de la Jewish Encyclopedia de 1901–1906 dont le contenu se trouve dans le domaine public.